# Pachypodium inopinatum
Pachypodium inopinatum är en oleanderväxtart som beskrevs av J.J. Lavranos. Pachypodium inopinatum ingår i släktet Pachypodium och familjen oleanderväxter. Inga underarter finns listade i Catalogue of Life.